# Soltam M-68
Pour les articles homonymes, voir M68.

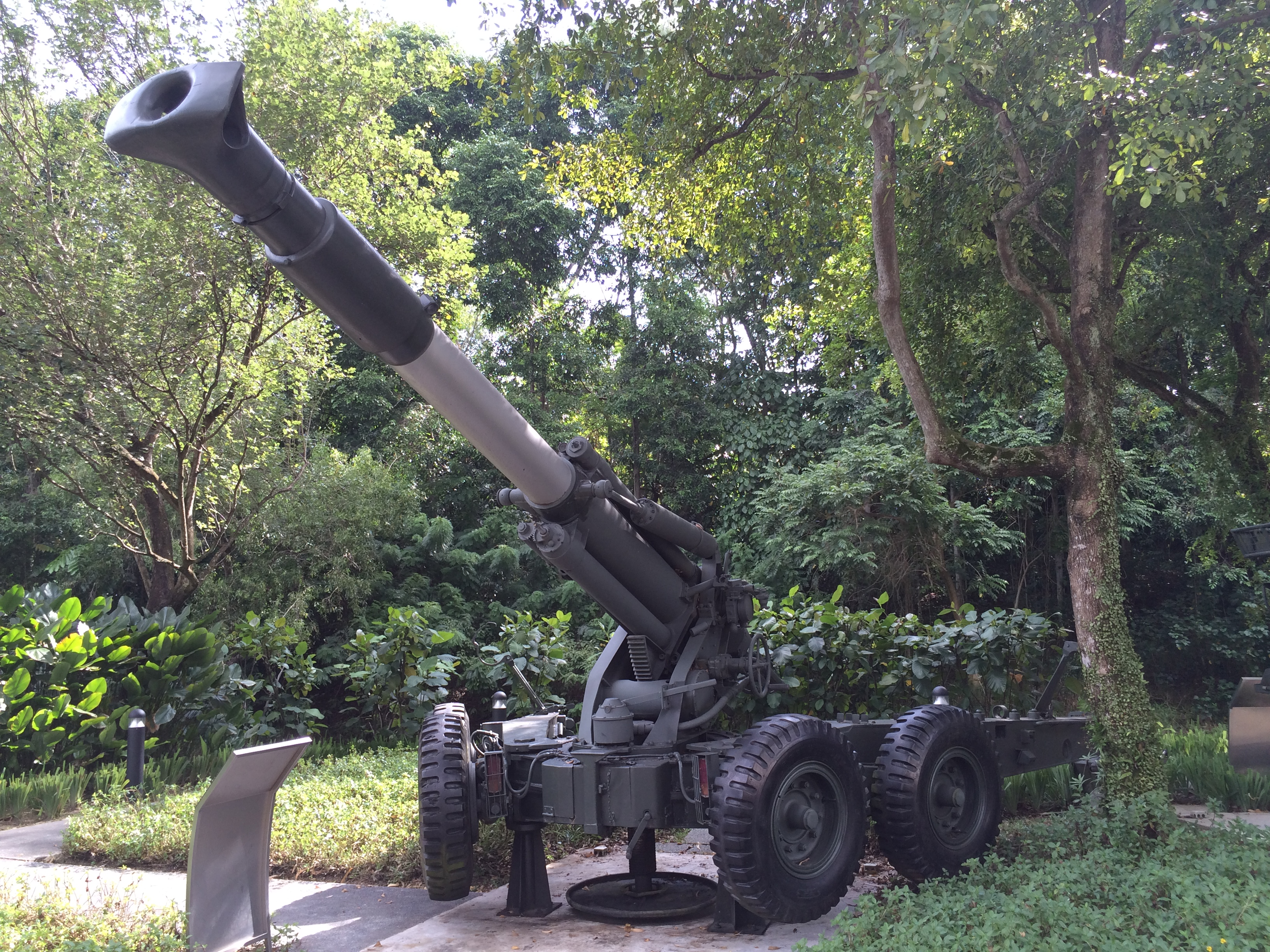
Soltam M-68 au musée de l'armée de Singapour

Le M-68 est un obusier israélien de 155mm développé par la société Soltam ltd. Le M-68 est le premier obusier 100 % israélien et a donné naissance au M-71.  

## Origine du M-68
L’étude du  M-68 fut lancée dans les années soixante, sur fonds propres de Soltam, sans spécification d’aucune armée. " "
Le premier prototype fut lancé en 1968, et fut présenté aux armées thaïlandaise et de Singapour qui commandèrent le M-68. Le premier exemplaire de série fut livré en 1970. La même année, l'armée israélienne commanda le M-68 et reçut ses premiers exemplaires juste avant la guerre du Kippour.

## Description
Le M-68 est un obusier tracté de 155mm. Il tire un obus de 43,7 kg explosif jusqu'à 23 500 mètres à une vitesse initiale de 820 mètres par seconde. Le tube du M-68 mesure 5,18 m de long. Il dispose d'un frein de bouche, avec déflecteur simple. Le système anti-recul est placé au-dessus du baril flanqué de deux vérins pneumatiques cylindriques.
Les pneus sont montés sur des bogies qui sont équipés chacun d'un frein assisté, ce qui permet des vitesses de remorquage de 100 km/h. En position de tir prolongé, le M-68 est soutenu par un vérin à vis.
Le M-68 tire des obus 155mm standard OTAN. Sa portée va de 21 000 à 23 500 m.
Il n'est plus produit en série et a été remplacé par le M-71.

## Utilisateur
- Singapour
- Thaïlande
- Israël
- Birmanie

## Origine du M-71
Le M-71 est la version améliorée du M-68, comprenant le même châssis. Seule la longueur du canon diffère. Une version autopropulsée du M-71 a été aussi développée.